# 靳玉竹
靳玉竹（1940年—），女，原籍河北徐水，生于北平，中国女高音歌唱家，一级演员。

## 家庭
父亲靳极苍。